# Amigo de Wigner

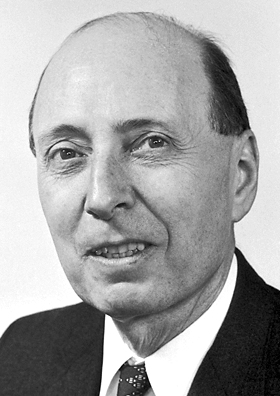
El físico húngaro Eugene Paul Wigner.

El amigo de Wigner es un experimento mental en física cuántica teórica, concebido por primera vez por el físico Eugene Wigner en 1961, y desarrollado en un experimento mental por David Deutsch en 1985. El escenario implica una observación indirecta de una medición cuántica: un observador W observa a otro observador F que realiza una medición cuántica en un sistema físico. Los dos observadores luego formulan una declaración sobre el estado del sistema físico después de la medición de acuerdo con las leyes de la teoría cuántica. Sin embargo, en la mayor parte de las interpretaciones de la teoría cuántica, las declaraciones resultantes de los dos observadores se contradicen entre sí. Esto refleja una aparente incompatibilidad de dos leyes en la teoría cuántica: la evolución temporal determinista y continua del estado de un sistema cerrado y el colapso discontinuo no determinista del estado de un sistema en la medición. Por tanto, el amigo de Wigner está directamente relacionado con el problema de la medición en la mecánica cuántica con su famosa paradoja del gato de Schrödinger.
Se han propuesto generalizaciones y ampliaciones del amigo de Wigner. Se han implementado dos escenarios de este tipo que involucran a varios amigos en un laboratorio, utilizando fotones para reemplazar a los amigos.

## El experimento mental
El experimento mental postula a un amigo de Wigner en un laboratorio, y le permite realizar una medición cuántica en un sistema físico (esto podría ser un sistema de espín o algo análogo al gato de Schrödinger). Se supone que este sistema está en una superposición de dos estados distintos, digamos, el estado 0 y el estado 1 (o "muerto" y "vivo", en el caso del gato de Schrödinger). Cuando el amigo de Wigner mide el sistema en la base 0 / 1-, de acuerdo con la mecánica cuántica, obtendrá uno de los dos resultados posibles (0 o 1) y el sistema colapsará en el estado correspondiente.
Ahora el propio Wigner modela el escenario desde fuera del laboratorio, sabiendo que en el interior, su amigo en algún momento realizará la medición 0/1 en el sistema físico. De acuerdo con la linealidad de las ecuaciones de la mecánica cuántica, Wigner asignará un estado de superposición a todo el laboratorio (es decir, el sistema conjunto del sistema físico junto con el amigo): El estado de superposición del laboratorio es entonces una combinación lineal de "sistema es en estado 0 / amigo ha medido 0 "y" el sistema está en estado 1 / amigo ha medido 1".
Deje que Wigner pregunte ahora a su amigo por el resultado de la medición: cualquiera que sea la respuesta que dé el amigo (0 o 1), Wigner asignará el estado "el sistema está en el estado 0 / el amigo ha medido 0" o "el sistema está en el estado 1 / amigo ha medido 1 "al laboratorio. Por lo tanto, es solo en el momento en que se entera del resultado de su amigo cuando el estado de superposición del laboratorio colapsa.
Sin embargo, a menos que se considere a Wigner en una "posición privilegiada como observador final",  el punto de vista del amigo debe considerarse igualmente válido, y aquí es donde entra en juego una aparente paradoja: desde el punto de vista del amigo, el resultado de la medición se determinó mucho antes de que Wigner preguntara al respecto, y el estado del sistema físico ya colapsó. ¿Cuándo ocurrió exactamente el colapso? ¿Fue cuando el amigo había terminado su medición o cuando la información de su resultado entró en la conciencia de Wigner?

## Descripción matemática
Supóngase por simplicidad que el sistema físico es un sistema de giro de dos estados {\displaystyle S} con estados {\displaystyle |0\rangle _{S}} y {\displaystyle |1\rangle _{S}}, correspondiente a los resultados de medición 0 y 1.
Inicialmente, {\displaystyle S} está en un estado de superposición
{\displaystyle \alpha |0\rangle _{S}+\beta |1\rangle _{S}}
y lo mide el amigo de Wigner ({\displaystyle F}) en el {\displaystyle \{|0\rangle _{S},|1\rangle _{S}\}}-base. Entonces, con probabilidad {\displaystyle |\alpha |^{2}}, {\displaystyle F} medirá 0 y con probabilidad {\displaystyle |\beta |^{2}}, medirá 1.
Desde el punto de vista del amigo, el espín se ha colapsado en uno de sus estados base tras su medición, y por lo tanto, le asignarán al espín el estado correspondiente a su resultado de medición: si obtuvieron 0, le asignarán el estado {\displaystyle |0\rangle _{S}} al giro, si obtuvieron 1, asignarán el estado {\displaystyle |1\rangle _{S}} al giro.
Wigner ({\displaystyle W}) ahora modela el sistema combinado del giro junto con su amigo (el sistema articular viene dado por el producto tensorial {\displaystyle S\otimes F}). Por lo tanto, toma un punto de vista fuera del laboratorio de {\displaystyle F}', que se considera aislado del ambiente. Por tanto, según las leyes de la mecánica cuántica para sistemas aislados, el estado de todo el laboratorio evoluciona unitariamente en el tiempo. Por tanto, la descripción correcta del estado del sistema de articulación visto desde fuera es el estado de superposición
{\displaystyle \alpha (|0\rangle _{S}\otimes |0\rangle _{F})+\beta (|1\rangle _{S}\otimes |1\rangle _{F})},
donde {\displaystyle |0\rangle _{F}} denota el estado del amigo cuando han medido 0, y {\displaystyle |1\rangle _{F}} denota el estado del amigo cuando han medido 1.
Para un estado inicial {\displaystyle |0\rangle _{S}} de {\displaystyle S}, el estado para {\displaystyle S\otimes F} sería {\displaystyle |0\rangle _{S}\otimes |0\rangle _{F}} después de la medición de {\displaystyle F}', y para un estado inicial {\displaystyle |1\rangle _{S}}, el estado de {\displaystyle S\otimes F} sería {\displaystyle |1\rangle _{S}\otimes |1\rangle _{F}}. Ahora, por la linealidad de las ecuaciones mecánicas cuánticas de movimiento de Schrödinger, un estado inicial {\displaystyle \alpha |0\rangle _{S}+\beta |1\rangle _{S}} para {\displaystyle S} da como resultado la superposición {\displaystyle \alpha (|0\rangle _{S}\otimes |0\rangle _{F})+\beta (|1\rangle _{S}\otimes |1\rangle _{F})} para {\displaystyle S\otimes F}.

## Discusión

### La conciencia y el amigo de Wigner
Eugene Wigner diseñó el experimento mental para ilustrar su creencia de que la conciencia es necesaria para el proceso de medición (Interpretación von Neumann-Wigner) de la mecánica cuántica (y, por lo tanto, que la conciencia en general debe ser una "realidad última" según la filosofía " Cogito ergo sum " de Descartes: "Todo lo que la mecánica cuántica pretende proporcionar son conexiones de probabilidad entre impresiones posteriores (también llamadas 'apercepciones') de la conciencia".
Aquí, "impresiones de la conciencia" se entienden como conocimiento específico sobre un sistema (medido), es decir, el resultado de una observación. De esta manera, el contenido de la conciencia de uno es precisamente todo el conocimiento del mundo externo de uno y las medidas se definen como las interacciones que crean las impresiones en nuestra conciencia. Dado que el conocimiento sobre cualquier función de onda de la mecánica cuántica se basa en tales impresiones, la función de onda de un sistema físico se modifica una vez que la información sobre el sistema entra en nuestra conciencia. Esta idea se ha conocido como la interpretación de "la conciencia causa el colapso ".
En el experimento mental del amigo de Wigner, esta visión (de Wigner) viene de la siguiente manera:
La conciencia del amigo se "impresiona" por la medida del giro y, por lo tanto, puede asignarle una función de onda de acuerdo con la naturaleza de su impresión. Wigner, al no tener acceso a esa información, solo puede asignar la función de onda {\displaystyle \alpha (|0\rangle _{S}\otimes |0\rangle _{F})+\beta (|1\rangle _{S}\otimes |1\rangle _{F})} al sistema conjunto de giro y amigo después de la interacción. Cuando luego le pregunta a su amigo sobre el resultado de la medición, la conciencia de Wigner queda "impresionada" por la respuesta del amigo: Como resultado, Wigner podrá asignar una función de onda al sistema de giro, es decir, le asignará la función de onda correspondiente a la respuesta del amigo. 
Hasta ahora, no hay inconsistencia en la teoría de la medición. Sin embargo, Wigner se entera (preguntándole nuevamente a su amigo) que los sentimientos / pensamientos de su amigo sobre el resultado de la medición habían estado en la mente del amigo mucho antes de que Wigner preguntara por ellos en primer lugar. Por lo tanto, la función de onda correcta para el sistema conjunto de giro y amigo justo después de la interacción debe haber sido {\displaystyle |0\rangle _{S}\otimes |0\rangle _{F}}o {\displaystyle |1\rangle _{S}\otimes |1\rangle _{F}}, y no su combinación lineal. Por lo tanto, existe una contradicción, específicamente en la interpretación de "la conciencia causa colapso".
Wigner luego sigue que "el ser con conciencia debe tener un papel diferente en la mecánica cuántica que el dispositivo de medición inanimado": Si el amigo fuera reemplazado por algún dispositivo de medición sin conciencia, el estado de superposición describiría el sistema conjunto de girar y dispositivo correctamente. Además, Wigner considera que un estado de superposición para un ser humano es absurdo, ya que el amigo no podría haber estado en un estado de "animación suspendida" antes de responder a la pregunta. Esta visión necesitaría que las ecuaciones de la mecánica cuántica no fueran lineales. Wigner cree que las leyes de la física deben modificarse al permitir la inclusión de seres conscientes.
Lo anterior y otros comentarios originales de Wigner sobre su amigo aparecieron en su artículo "Remarks on the Mind-Body Question", publicado en el libro The Scientist Speculates (1961), editado por IJ Good. El artículo se reimprime en el propio libro de Wigner Symmetries and Reflections (1967).

#### Un contraargumento
Un contraargumento es que la superposición de dos estados conscientes no es paradójica, así como no hay interacción entre los múltiples estados cuánticos de una partícula, por lo que las conciencias superpuestas no necesitan ser conscientes una de la otra.

Se considera que el estado de percepción del observador está enredado con el estado del gato. El estado de percepción "Percibo un gato vivo" acompaña al estado de "gato vivo" y el estado de percepción "Percibo un gato muerto" acompaña al estado de "gato muerto". ... Entonces se asume que un ser que percibe siempre encuentra que su estado de percepción se encuentra en uno de estos dos; en consecuencia, el gato está, en el mundo percibido, vivo o muerto. ... Quiero dejar en claro que, tal como está, esto está lejos de una resolución de la paradoja del gato. Porque no hay nada en el formalismo de la mecánica cuántica que exija que un estado de conciencia no pueda involucrar la percepción simultánea de un gato vivo y muerto.
Roger Penrose

### Amigo de Wigner en la interpretación de muchos mundos
Las diversas versiones de la interpretación de muchos mundos evitan la necesidad de postular que la conciencia causa el colapso; de hecho, que el colapso ocurre en absoluto.
La tesis doctoral de Hugh Everett III "Formulación del estado relativo de la mecánica cuántica" sirve como la base para muchas versiones actuales de los mundos múltiples interpretaciones. En la parte introductoria de su trabajo, Everett analiza el " drama divertido, pero extremadamente hipotético " de la paradoja del amigo de Wigner. Tenga en cuenta que hay evidencia de un dibujo del escenario en un borrador inicial de la tesis de Everett. Por lo tanto, fue Everett quien proporcionó la primera discusión escrita del problema cuatro o cinco años antes de que se discutiera en "Comentarios sobre la cuestión de la mente y el cuerpo" por Wigner, de quien recibió el nombre y la fama a partir de entonces. Sin embargo, como Everett es alumno de Wigner, está claro que deben haberlo discutido juntos en algún momento.
En contraste con su maestro Wigner, quien sostenía que la conciencia de un observador era responsable de un colapso, Everett entiende el escenario amigo de Wigner de una manera diferente: insistiendo en que las asignaciones de estados cuánticos deben ser objetivas y noperspectivas, Everett deriva una contradicción lógica directa cuando dejando la razón de {\displaystyle F} y {\displaystyle W} sobre el estado del laboratorio {\displaystyle S} juntos con {\displaystyle F}. Entonces, el escenario de Wigner's Friend le muestra a Everett una incompatibilidad del postulado del colapso para describir las mediciones con la evolución determinista de los sistemas cerrados. En el contexto de su nueva teoría, Everett afirma resolver la paradoja del amigo de Wigner permitiendo sólo una evolución continua unitaria en el tiempo de la función de onda del universo. Las medidas se modelan como interacciones entre subsistemas del universo y se manifiestan como una ramificación del estado universal. Las diferentes ramas dan cuenta de los diferentes resultados de medición posibles y se considera que existen como experiencias subjetivas de los observadores correspondientes.

### Teorías del colapso objetivo
Según las teorías del colapso objetivo, el colapso de la función de onda ocurre cuando un sistema superpuesto alcanza un cierto umbral objetivo de tamaño o complejidad. Los defensores del colapso objetivo esperarían que un sistema tan macroscópico como un gato colapsara antes de que se abriera la caja, por lo que la cuestión de la observación de los observadores no les surge. Si el sistema medido fuera mucho más simple (como un estado de un solo giro), una vez que se realizó la observación, se esperaría que el sistema colapsara, ya que el sistema más grande del científico, el equipo y la sala se consideraría demasiado complejo para enredarse en la superposición.

### QBism
En la interpretación conocida como QBism, defendida por N. David Mermin, entre otros, la situación del amigo de Wigner no conduce a una paradoja, porque nunca existe una función de onda única y correcta para ningún sistema. En cambio, una función de onda es una declaración de probabilidades bayesianas personalistas y, además, las probabilidades que codifican las funciones de onda son probabilidades de experiencias que también son personales para el agente que las experimenta. Como dice von Baeyer, "las funciones de onda no están atadas a electrones y transportadas como halos que se ciernen sobre las cabezas de los santos; son asignadas por un agente y dependen de la información total disponible para el agente". En consecuencia, no hay nada de malo en principio con que Wigner y su amigo asignen diferentes funciones de onda al mismo sistema. Brukner adopta una posición similar, que utiliza una elaboración del escenario del amigo de Wigner para defenderlo.
Se ha argumentado que QBism y la mecánica cuántica relacional evitan la contradicción sugerida por el escenario extendido del amigo de Wigner de Frauchiger y Renner.

## En ficción
La novela Timelike Infinity (1992) de Stephen Baxter analiza una variación del experimento mental del amigo de Wigner a través de un grupo de refugiados de humanos autodenominados "Los amigos de Wigner". Creen que un observador final al final de los tiempos puede colapsar todas las posibles funciones de onda entrelazadas generadas desde el comienzo del universo, eligiendo así una realidad sin opresión.